# 欧蒙欧布拉克
欧蒙欧布拉克（法語：Aumont-Aubrac，法語發音：[omɔ̃ obʁak]）是法国洛泽尔省的一个旧市镇，属于芒德区。

## 地理
欧蒙欧布拉克（44°43'22"N, 3°17'2"E）面积26.53 平方千米，位于法国奧克西塔尼大區洛泽尔省，该省份为法国南部内陆省份，北起上盧瓦爾省和康塔爾省，西接阿韦龙省，南至加尔省，东临阿尔代什省。
与欧蒙欧布拉克接壤的市镇（或旧市镇、城区）包括：莱贝松、里梅兹、雅沃尔、圣索沃尔德佩尔、拉沙兹德佩尔、福德佩尔。

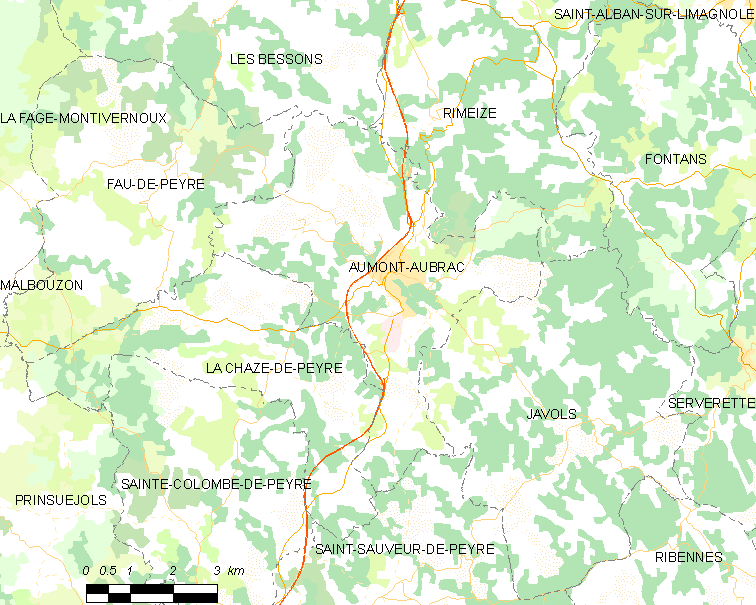
欧蒙欧布拉克的OSM定位图

欧蒙欧布拉克的时区为UTC+01:00、UTC+02:00（夏令时）。

## 行政
欧蒙欧布拉克的邮政编码为48130，INSEE市镇编码为48009。

## 政治
欧蒙欧布拉克所属的省级选区为欧布拉克地区佩尔县。

## 人口

1962-2008年间欧蒙欧布拉克人口变化图示

欧蒙欧布拉克于2018年1月1日时的人口数量为1035人。